# Papilio janaka
Papilio janaka är en fjärilsart som beskrevs av Moore 1857. Papilio janaka ingår i släktet Papilio och familjen riddarfjärilar. Inga underarter finns listade i Catalogue of Life.